# Vjetrenica

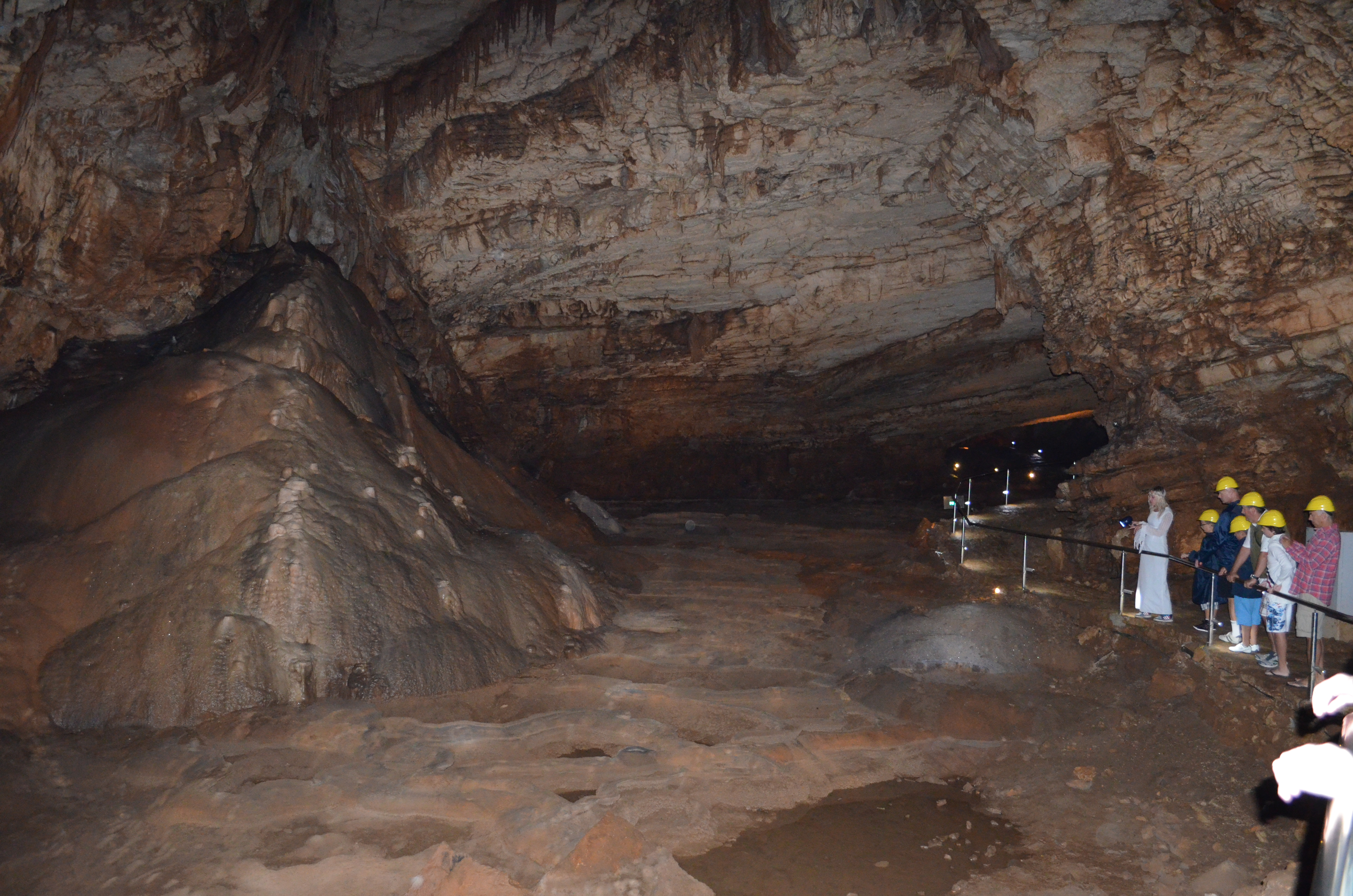

Vjetrenica ('windgrot' of 'blaasgat') is de grootste grot in Bosnië en Herzegovina. De grot ligt in de Dinarische Alpen, die bekend staat om zijn karst- en speleologische kenmerken. De grot ligt in het uiterste zuiden van het land, in de gemeente Ravno, in het kanton Herzegovina-Neretva.
Vjetrenica is een rijke grot in termen van ondergrondse biodiversiteit: van de meer dan tweehonderd verschillende soorten die er geregistreerd zijn, zijn er bijna honderd troglofiel, een groot aantal is endemisch en 37 zijn voor het eerst ontdekt en beschreven in Vjetrenica.

## Popovo Polje en locatie van de grot
Vjetrenica ligt in Popovo Polje, wat priesterveld betekent, waar polje een karstvlakte betekent, vlak bij de Adriatische  kust. Popovo Polje is een van de grootste poljes in Bosnië en Herzegovina. Doorheen de grot stroomt de rivier de Trebišnjica. De ingang ligt bij het dorp Zavala, in de west-zuidwestelijke hoek van de polje. Tijdens de warmere periodes van het jaar waait er een sterke koude luchtstroom vanaf de ingang, wat opvallend is te midden van het rotsachtige, hete en waterloze terrein.
De grot is onderzocht en beschreven tot een totale afstand van 7.014 m; hiervan is het hoofdkanaal ongeveer 2,47 km lang. Het loopt van de rand van Popovo Polje naar het zuiden en op basis van een analyse van het terrein hebben geologen voorspeld dat Vjetrenica zich zou kunnen uitstrekken tot aan de Adriatische Zee in Kroatië, op 15-20 km afstand van de ingang. Naast de hydrologische argumenten wordt deze veronderstelling ook ondersteund door het “onnatuurlijke” einde van Vjetrenica in de vorm van een enorme hoop ingestorte steenblokken.

## Werelderfgoed
Bosnië en Herzegovina had de grot, en het nabijgelegen dorp Zavala sinds 2004 kandidaat gesteld voor een erkenning als werelderfgoed.  In 2024 werd de grot erkend als UNESCO natuurlijk werelderfgoed tijdens de 46e sessie van de Commissie voor het Werelderfgoed en bijgeschreven op de werelderfgoedlijst. De erkenning is gebaseerd op de opmerkelijke grotbiodiversiteit en endemie. De goed bewaarde weergave van de karsttopografie is al sinds de oudheid bekend en is een van 's werelds belangrijkste hotspots voor biodiversiteit voor grotbewonende fauna, met name ondergrondse waterfauna. Het is de thuisbasis van een aantal wereldwijd bedreigde gewervelde diersoorten, en de enige ondergrondse kokerworm ter wereld, evenals een diversiteit aan plantensoorten die endemisch zijn voor de Balkan. Bovendien zijn verschillende van de soorten die in de Vjetrenica-grot zijn gevonden tertiaire en pre-tertiaire relictsoorten, wat betekent dat veel van hen kunnen worden beschouwd als levende fossielen waarvan de naaste verwanten lang geleden zijn uitgestorven.
Oude brug van de historische stad Mostar ·
Mehmed Paša Sokolovićbrug in Višegrad ·
Kerkhoven met middeleeuwse stećci-grafstenen ·
Oude en voorhistorische beukenbossen van de Karpaten en andere regio's van Europa ·
Vjetrenica